# Lancia Beta
Der Lancia Beta (Eigenschreibweise: Lancia β) ist ein Personenkraftwagen, der von Herbst 1972 bis Ende 1984 vom italienischen Automobilhersteller Lancia gebaut wurde. Er wurde als Fortsetzung der zu Beginn der Firmengeschichte benutzten Nomenklatur nach dem zweiten Buchstaben des griechischen Alphabets benannt. Standardmodell war eine viertürige Limousine (Berlina) mit Schrägheck, die im Laufe der Jahre äußerlich von Pininfarina überarbeitet wurde. Später kamen weitere Karosserievarianten mit eigenständig gestalteten Aufbauten hinzu: Das Beta Coupé war ein Zweitürer mit Stufenheck, der Beta HPE ein dreitüriges Kombicoupé, der Beta Spider ein Cabriolet mit Targadach und fest stehendem Überrollbügel und der Beta Trevi eine viertürige Stufenhecklimousine. Unter der Bezeichnung Beta Montecarlo wurde schließlich noch ein zweisitziges Mittelmotor-Coupé verkauft, das technisch mit der Beta-Familie wenig Gemeinsamkeiten hatte.

## Limousine (Berlina)

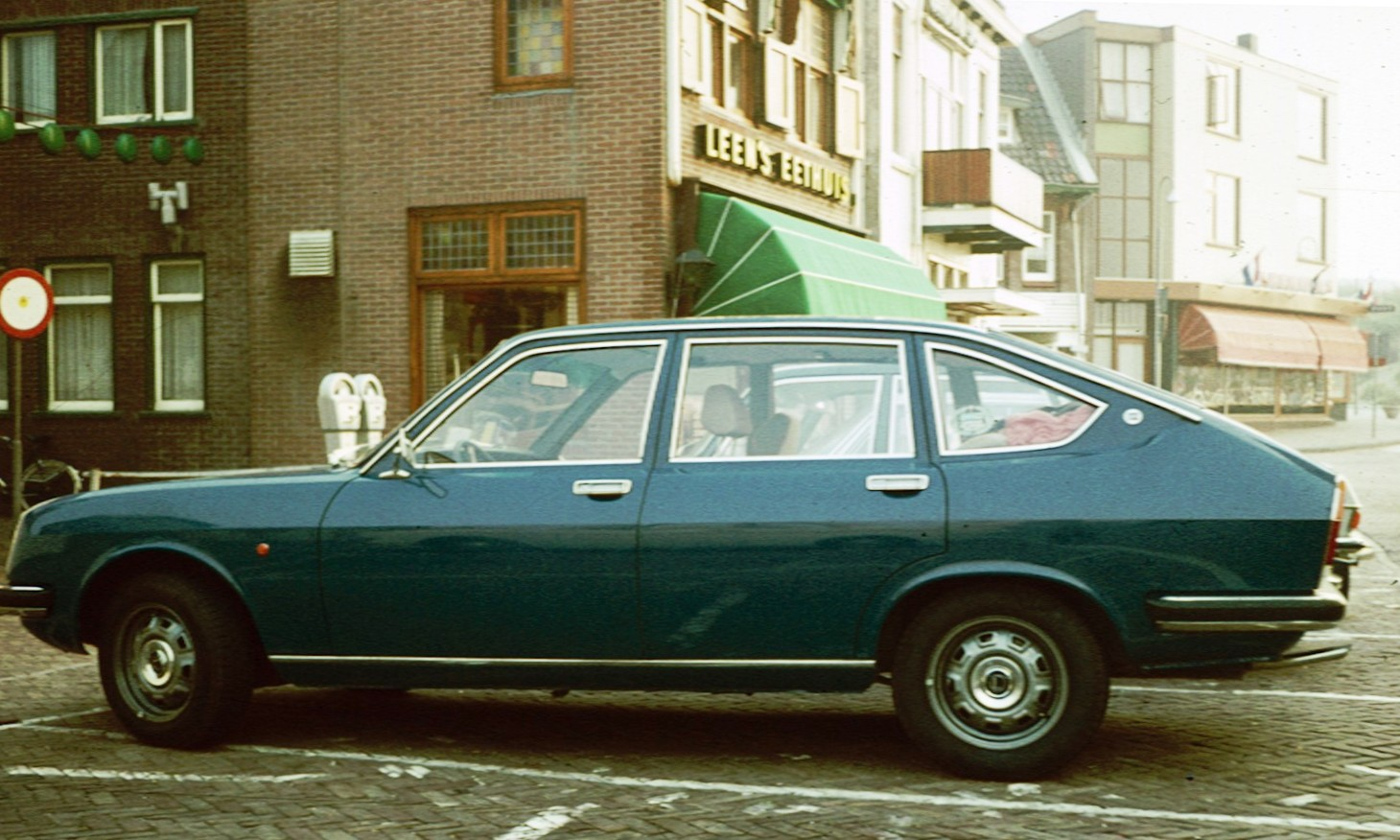
Seitenansicht einer frühen Beta Berlina

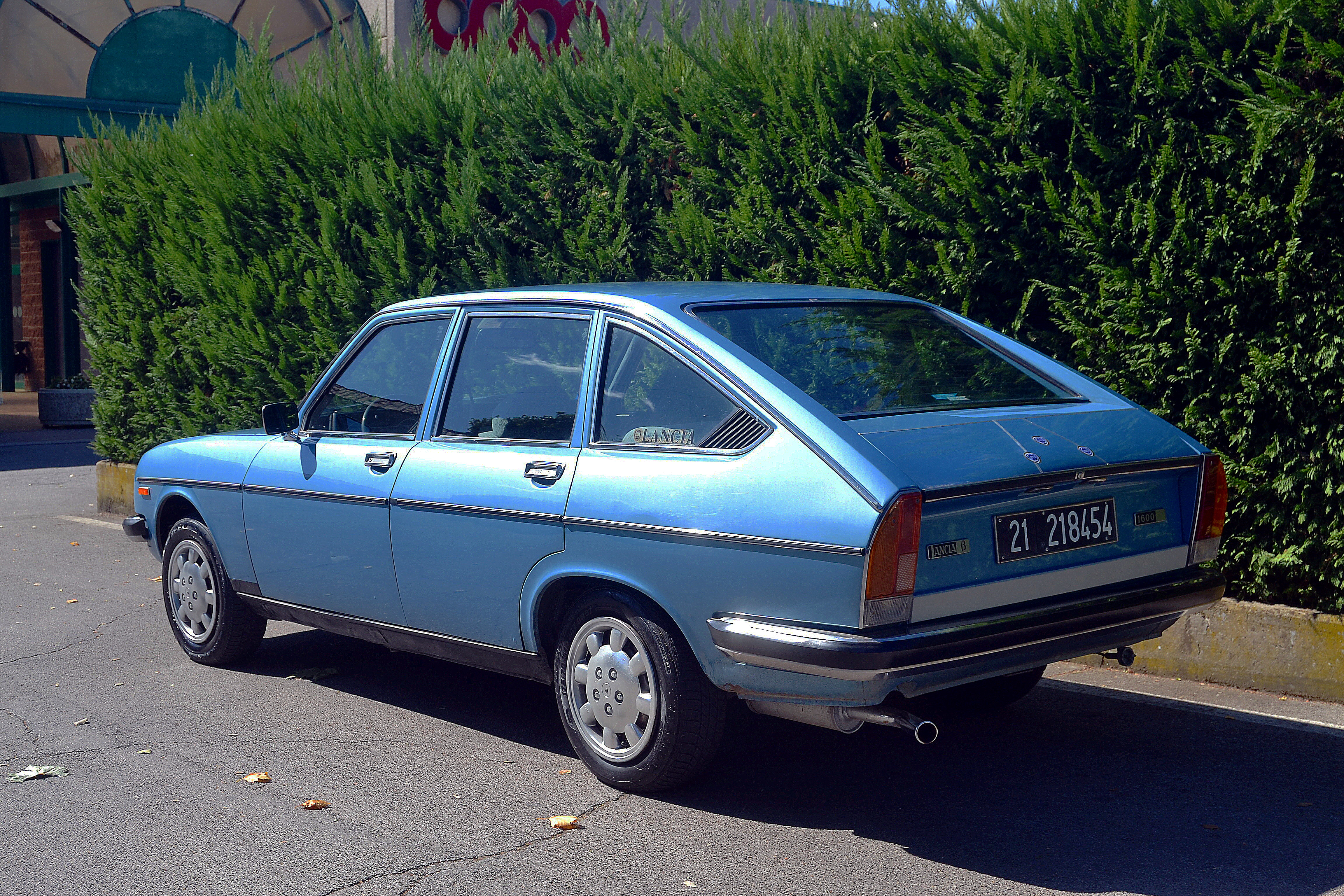
Heckansicht

Als erstes Modell der Baureihe erschien im November 1972 die Schräghecklimousine, auch Berlina genannt. Die Plattform der Limousine diente als Basis für die folgenden Ausführungen Coupé, Spider, HPE und Trevi.
Die von Gian Paolo Boano modern gestaltete Schrägheck-Karosserie der Limousine stieß bei manchen Markenfreunden auf wenig Gegenliebe. Sie hatte keine große Heckklappe, sondern einen kleinen Deckel über dem Kofferraum. Die Passagiere waren zwar von Wettereinflüssen beim Öffnen des Kofferraums nicht betroffen, der Zugang zum Kofferraum war aber durch die relativ kleine Klappe nicht besonders einfach.
Die Technik war modern. Die Beta Limousine bot Frontantrieb mit quer eingebauten Motoren, Fünfganggetriebe, Einzelradaufhängung mit Federbeinen rundum und einer speziellen Zweikreisbremsanlage mit Dreiräder-Aufteilung, die beim Ausfallen eines der Bremskreise immer Bremsleistung an beiden Vorderrädern gewährleistet („Lancia Superduplex“), mit Scheiben an allen Rädern. Die Einzelradaufhängungen der Räder bestand vorn aus Querlenkern mit Stabilisator und MacPherson-Federbeinen und hinten aus der Camuffo-Hinterachse, also Federbeinen, je zwei Querlenkern und einem auch als Längslenkern dienenden Stabilisator. Allerdings vermissten manche die Lancia-typische Originalität, und dem Beta haftete der Ruf an, ein maskierter Fiat zu sein; tatsächlich waren die Motoren des Lancia Beta überarbeitete Fiat Twin-Cam-Motoren mit zwei obenliegenden Nockenwellen. Das Getriebe stammte von Citroën. Zeitgenössische deutsche Testberichten bezeichneten den Lancia Beta als solide verarbeitet, sparsam, üppig ausgestattet und noch immer eine Spur aristokratisch.
Der Lancia Beta hatte schon von Beginn an für damalige Begriffe üppige Sicherheitsmerkmale wie etwa vollgeschäumte Innenverkleidungen, Lancia Superduplex-Bremssystem, dreigeteilte Sicherheitslenksäule, integrierte Überrollbügel, Verbundglasfrontscheibe (beim Coupé auch die Heckscheibe), Seitenaufprallschutz, Brandschutzsystem und ab 1979 Fanghaken für die Motorhaube.
Alle Zierleisten, Einfassungen und Stoßstangen bestanden (bis auf die des Montecarlo) aus rostfreien Stahl.
Zu den Vorzügen des Beta zählten Platzangebot, Komfort, durchzugsstarke Motoren, sichere Straßenlage und starke Bremsen. Anfangs standen drei Reihenvierzylinder im Programm, ein 90 PS (66 kW) starker 1,4-Liter-Motor, ein 100 PS (74 kW) leistender 1,6-Liter-Motor und ein 1,75-Liter-Motor mit 110 PS (81 kW). Die offiziellen Bezeichnungen der Fahrzeuge mit diesen Motorvarianten waren 1400, 1600 und 1800. Dank des sportlich abgestuften 5-Gang-Getriebes bot der Lancia Beta trotz der mäßigen Elastizität des Motors eine Beschleunigung in hohen Gängen, die nur von wenigen Konkurrenten in dieser Leistungsklasse erreicht wurde.
Zwei Ausstattungsvarianten waren lieferbar: ein Basismodell und der Beta LX, wobei dieser nicht in Verbindung mit dem 1,4-Liter-Motor angeboten wurde.

## Coupé

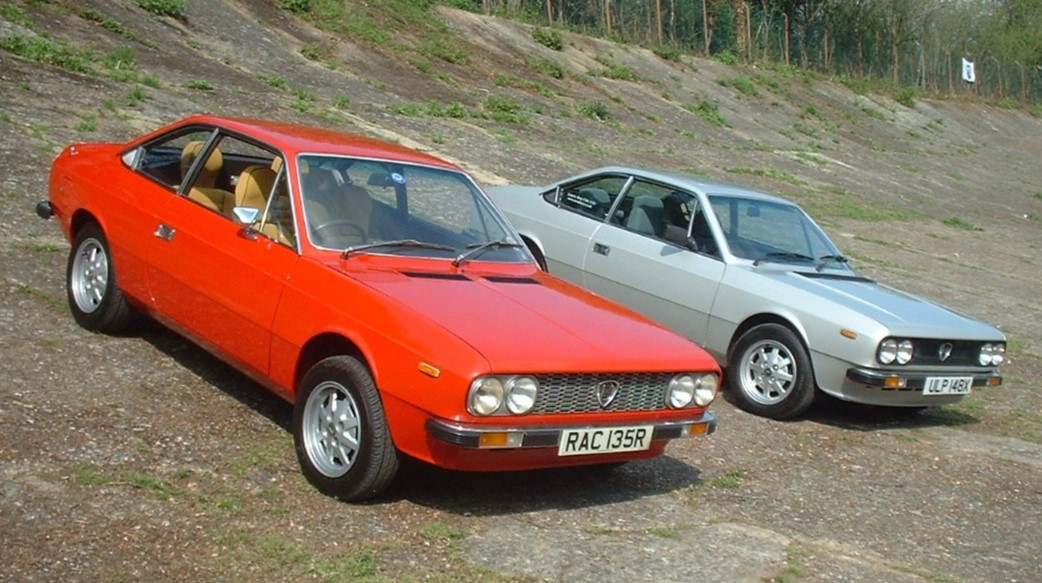
Lancia Beta Coupé 1977 (links) und 1981

Im Juni 1973 debütierte das Beta Coupé auf der verkürzten Bodenplatte der Limousine. Die ersten Serienfahrzeuge wurden im Frühjahr 1974 ausgeliefert. Die Produktion endete 1984.
Das Design des Coupés stammt von Piero Castagnero, der bereits das Lancia Fulvia Coupé entworfen hatte. Angetrieben wurde das Coupé als Version 1600 bzw. 1800 anfangs von 1,6- und 1,75-Liter-Doppelnockenwellenmotoren mit 109 bzw. 120 PS. Nachdem die Produktion des Fulvia Coupé im Januar 1976 eingestellt worden war, wurde das Beta Coupé auch mit dem 1,3-l-Motor angeboten, um in der vor allem in Italien wichtigen 1300er-Klasse weiterhin ein Coupé anbieten zu können.
Von 1974 bis 1984 entstanden zwei Serien des (Beta) Coupé, wobei sich die zweite Generation in drei Unterserien gliedert. Die Karosserie blieb über den gesamten Zeitraum abgesehen von Detailmodifikationen bei Anbauteilen unverändert; wesentliche Unterschiede bestehen dagegen im Bereich von Motorisierung und Ausstattung.

## Spider
Im Herbst 1974 erschien der Beta Spider, der auf der kürzeren Plattform des Coupé aufbaute.
Der Beta Spider ist mit einem herausnehmbaren Kunststoffdach zwischen Frontscheibenrahmen und Targa-Bügel und einem hinteren, faltbaren Stoffverdeck ausgestattet.
Der offene 2+2-Sitzer wurde bei der Carrozzeria Zagato hergestellt, wo Rohkarossen des Beta Coupé umgebaut wurden. Dabei wurde anfangs die Karosserie auf rahmenlose Seitenscheiben umgebaut und es gab keine versteifenden Elemente zwischen Windschutzscheibenrahmen und Überrollbügel. Da sich die solcherart gebauten Fahrzeuge als außerordentlich wenig verwindungssteif herausstellten, wurden spätere Exemplare mit Holmen zwischen dem A- und B-Säulen gefertigt und die normalen Türen mit Fensterrahmen verbaut. Dennoch war Verwindungssteifigkeit nicht die starke Seite des Spider.
Im Beta Spider wurden die stärkeren Motorversionen aus dem Coupé verbaut, zunächst als Versionen 1600 und 1800. Nach der im Herbst 1975 erfolgten Überarbeitung und Umstellung der Motorenpalette bei allen Varianten des Beta, wurden der Spider mit der neuen Version des 1600er-Motors und dem Zweiliter-Motor (Typ 828.BS.1) hergestellt, der den 1800er ersetzte.
Kleinere Motoren waren im Spider nicht erhältlich.
Zagato übernahm auch das grundlegende Konzept des Spider für den in Mailand entworfenen und 1974 vorgestellten Bristol 412, der zudem die Rückleuchten des Lancia verwendete.

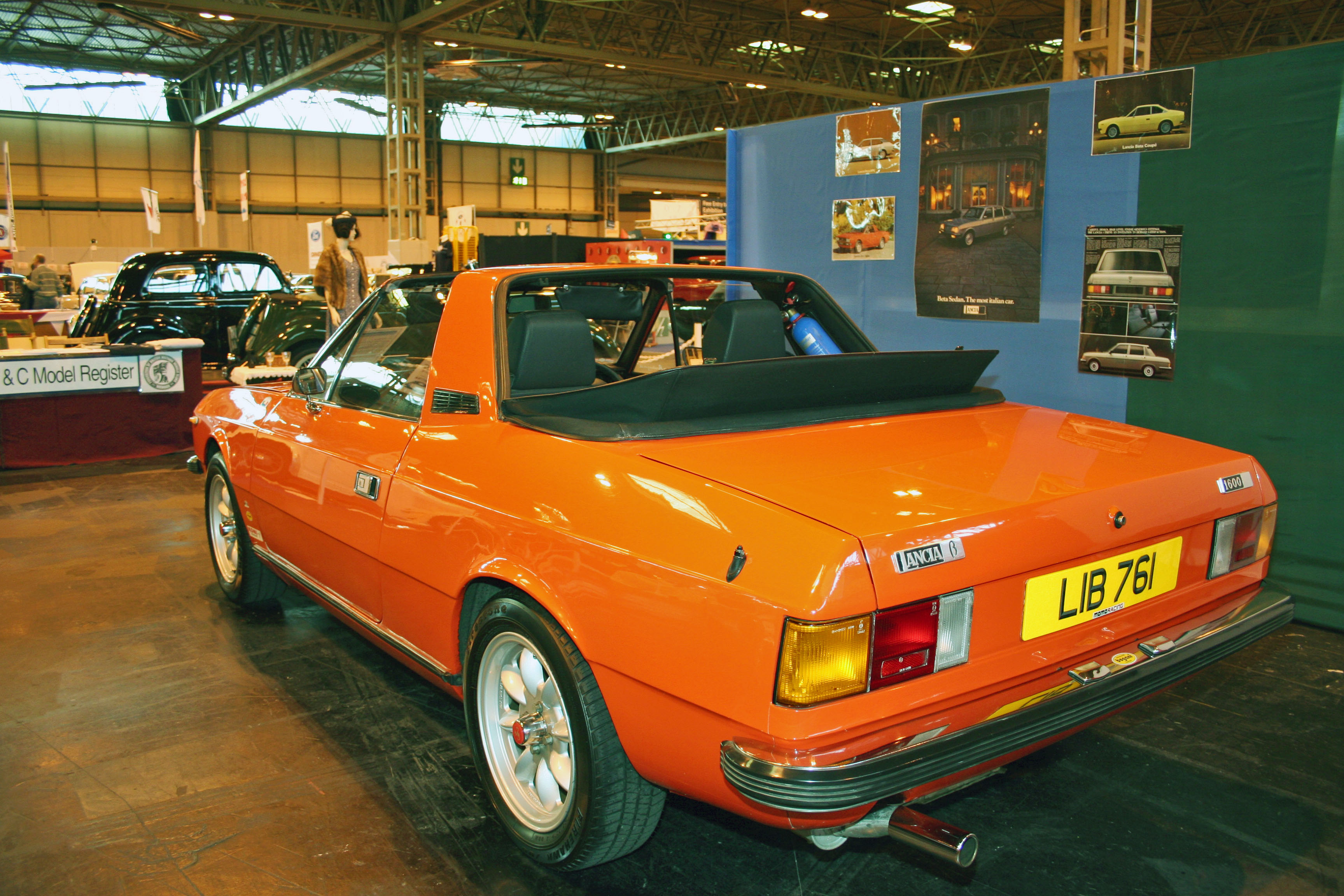
Lancia Beta Spider (1974–1975)
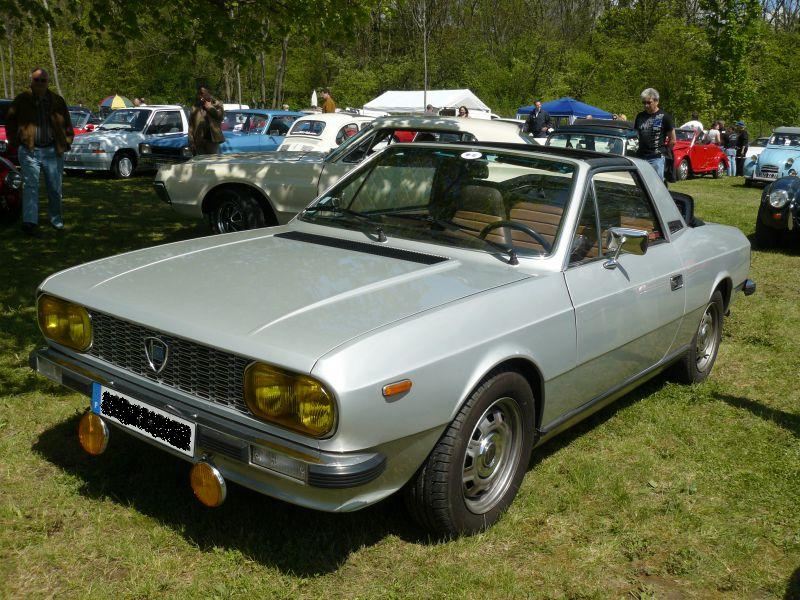
Lancia Beta Spider (1975–1978)
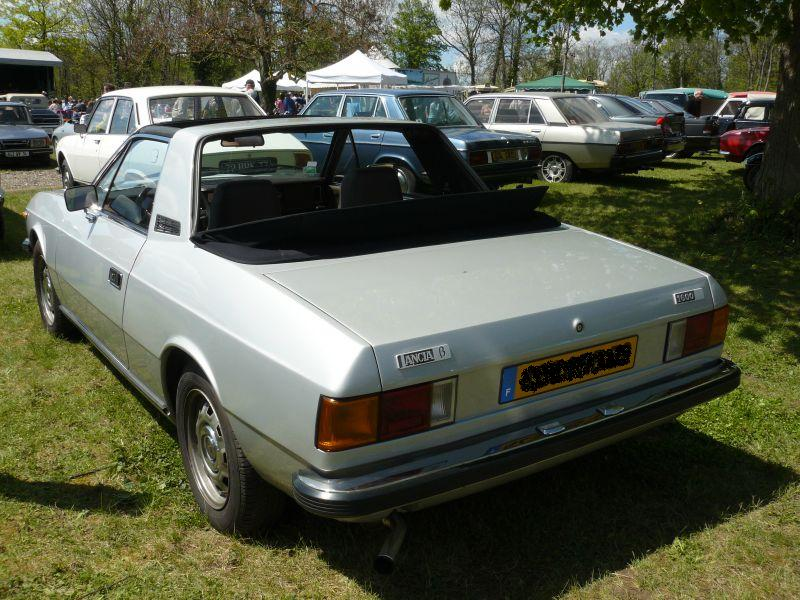
Heckansicht

## HPE
Im Frühjahr 1975 erschien als vierte Karosserievariante ein dreitüriges Kombicoupé mit der Bezeichnung HPE (für High Performance Estate). Mit der unveränderten Bodengruppe der Limousine ist der HPE bis zur B-Säule baugleich mit dem Beta Coupé.
Der Beta HPE ging auf einen Pininfarina-Entwurf zurück. Lancia übernahm damit ein Karosseriekonzept, das bereits 1967 von Tom Karen und Ogle Design für den britischen Reliant Scimitar entwickelt worden war.
Das Fahrzeug wurde mit 1,6-, 1,8- und mit dem 2,0-Liter-Motor gebaut, wobei letzterer sowohl als Vergaser, Einspritzer und in der Kompressor-Variante Volumex angeboten wurde. Der Fahrgastraum war geräumig, komfortabel (auch im Fond) und für Langstrecken geeignet, da der HPE über eine gute Straßenlage und überdurchschnittliche Fahrleistungen verfügte.
Das Armaturenbrett enthält neun analoge Instrumente (große Tachometer und Drehzahlmesser, kleinere Tankuhr, Kühlwasserthermometer, Voltmeter, Ölmanometer, -thermometer und -standsanzeige sowie eine Uhr in der Mittelkonsole). Sogar der Ölstand wird über eine Unterdruckleitung am Armaturenbrett angezeigt. Eine weitere Besonderheit war die automatische Scheinwerferhöhenverstellung mit Druckkolben, die von pneumatischen Gebern an der Hinterachse über einen Druckschlauch gesteuert werden.

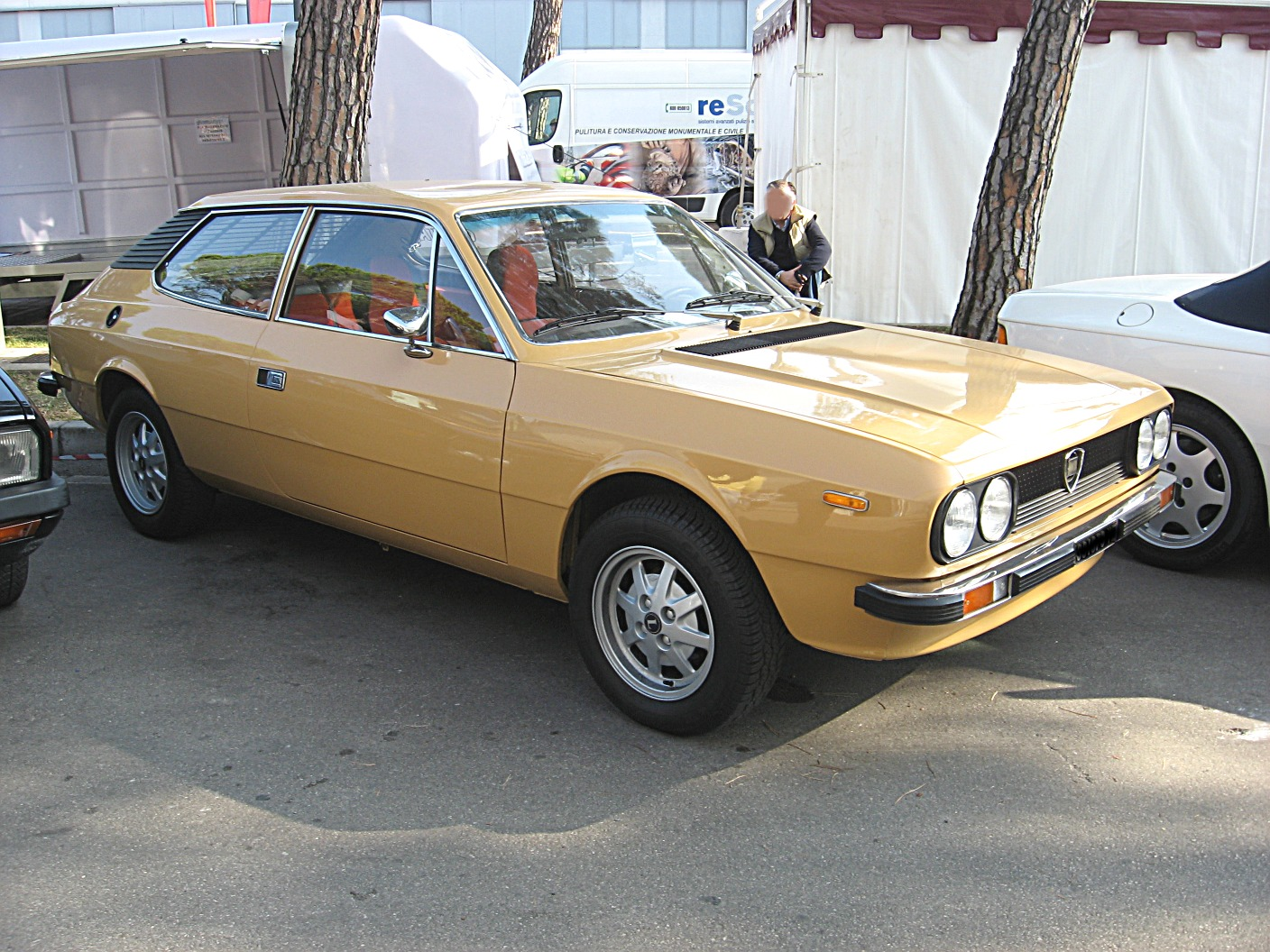
Lancia Beta HPE (1975–1978)
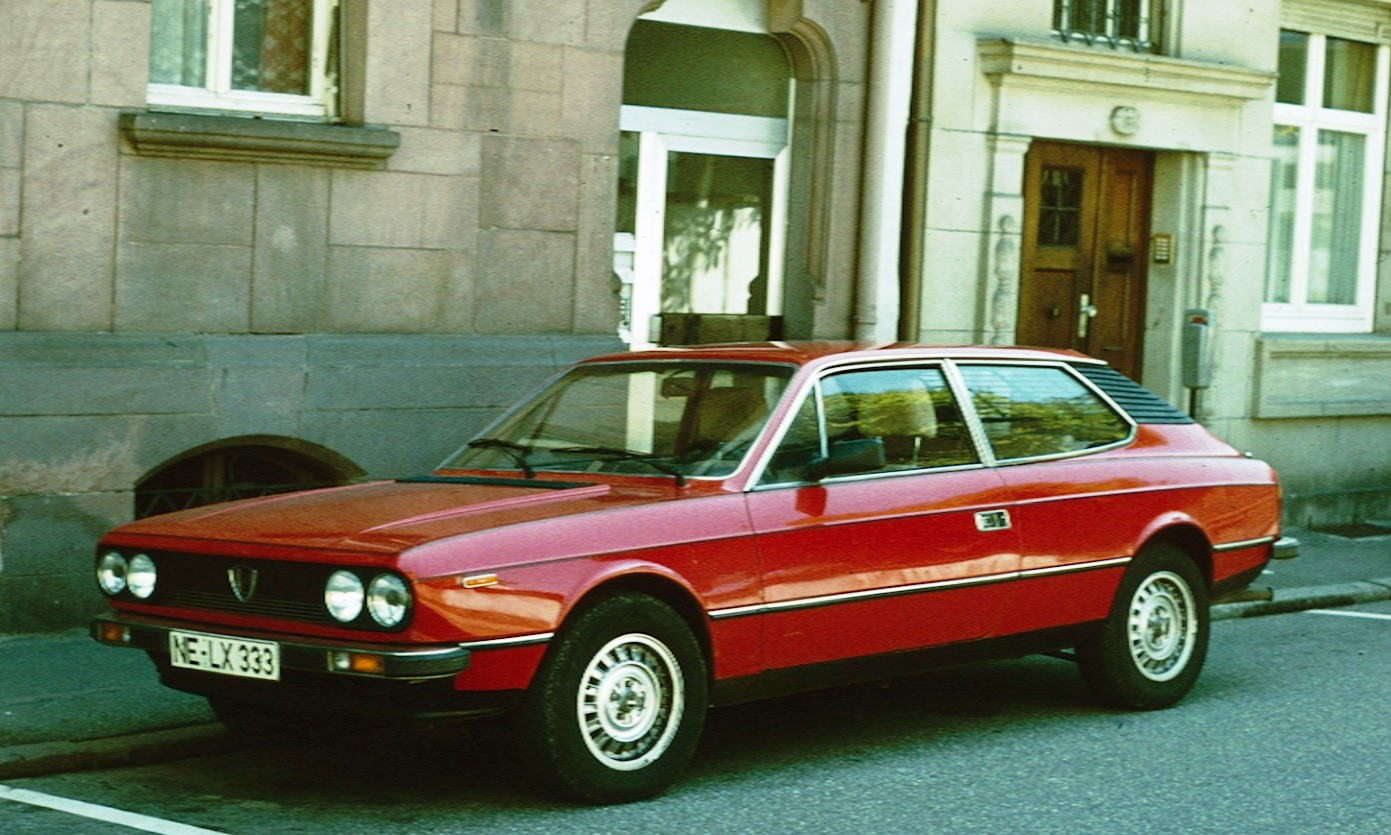
Lancia Beta HPE (1978–1981)

## Montecarlo

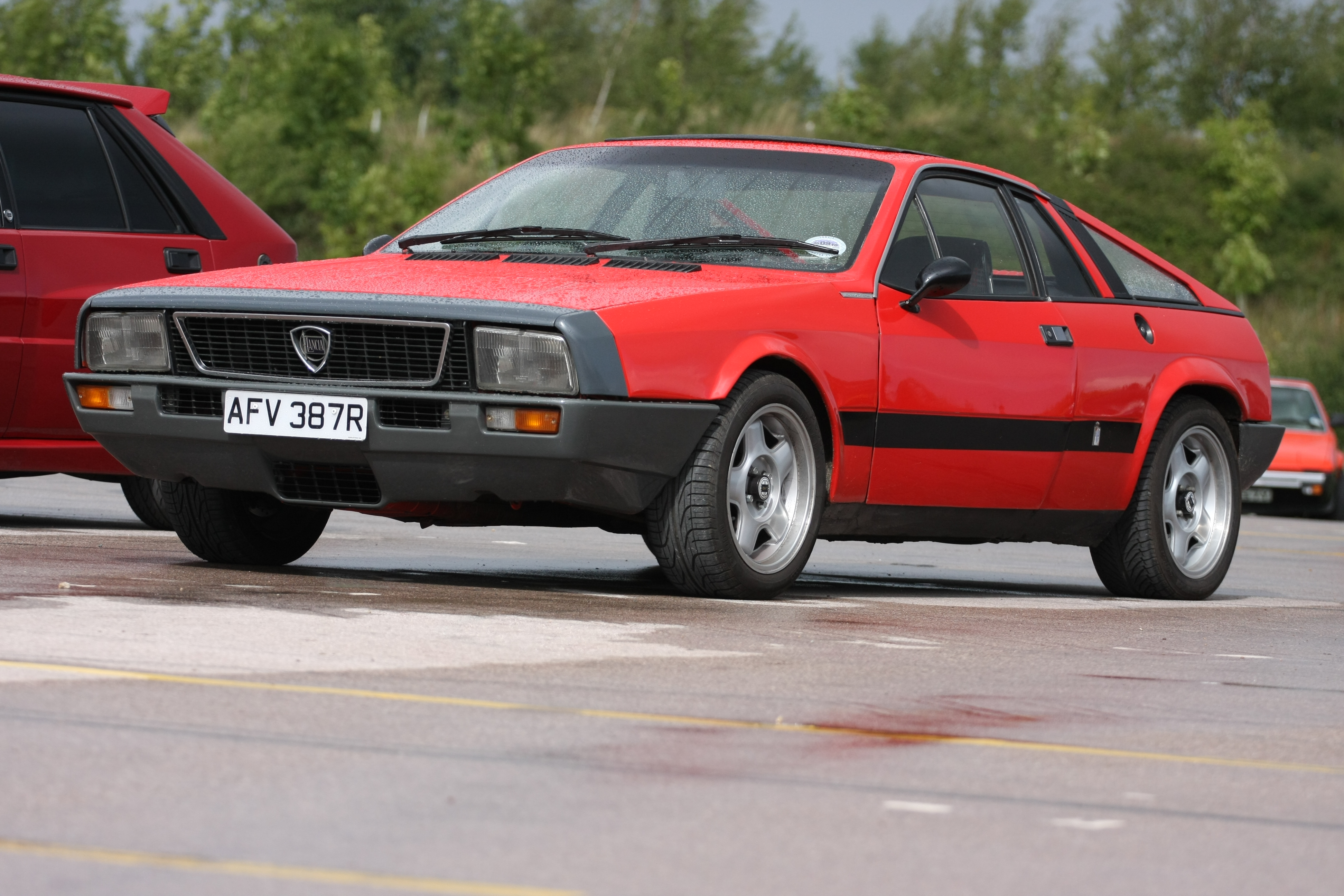
Lancia Beta Montecarlo

Im September 1975 kam das zweisitzige Mittelmotor-Coupé Beta Montecarlo mit einer von Pininfarina entworfenen Karosserie auf den Markt, das auch als Targa mit Rolldach produziert wurde. Der Sportwagen hat praktisch keine technischen Bezüge zu den übrigen Mitgliedern der Beta-Familie. Er geht in seinen Ursprüngen vielmehr auf die Fiat-Projekte X1/8 und X1/20 zurück und wurde letztlich aus Prestigegründen nicht als Fiat, sondern als Lancia auf den Markt gebracht: Es ging dem Turiner Konzern vor allem darum, Lancias Beta-Reihe durch das innovative Sportcoupé einen Prestigeschub zu verschaffen. Der Beta Montecarlo war ausschließlich mit dem 88 kW (120 PS) starken Doppelnockenwellen-Zweiliter-Lampredi-Motor erhältlich, der in Mittelmotorlage um 20 Grad nach hinten geneigt eingebaut ist. Das Auto wurde bei Pininfarina gebaut. Bis zur Produktionseinstellung im Frühjahr 1978 entstanden 5638 Fahrzeuge. Darin enthalten sind etwa 1800 Autos, die als Lancia Scorpion für den US-amerikanischen Markt gebaut wurden. Wegen der dortigen strengen Emissionswerte war der Scorpion mit einer älteren, 1756 cm³ großen Variante des Lampredi-Motors ausgestattet (Tipo 134AS.031.6), die 84 PS leistete. Außerdem hatte der Scorpion Klappscheinwerfer.
1981 wurde die Produktion des Sportwagens wieder aufgenommen. Das Auto hieß nun Lancia Montecarlo; die zum Synonym für Qualitätsmängel gewordene Bezeichnung Beta gab Lancia hier (ebenso wie bei anderen Mitgliedern der Modellfamilie) auf. Äußerlich erkennbar ist die zweite Serie an 14-Zoll-Rädern, Glaseinsätzen in den seitlichen Streben am Heck – diese hatte es in der ersten Serie bereits bei den in Großbritannien verkauften Exemplaren gegeben – sowie einer neuen Einfassung des Kühlergitters, die sich an der 1979 beim Lancia Delta eingeführten Formsprache orientiert. Hinzu kamen eine optimierte Fahrwerksabstimmung und eine Änderung der Bremsanlage.
Aus dem Beta Montecarlo wurden für den Motorsport und besonders den Rallyesport bedeutsame Modelle abgeleitet. Dazu gehören der Beta Montecarlo Turbo (1979) und der Lancia Rally 037.

## Trevi

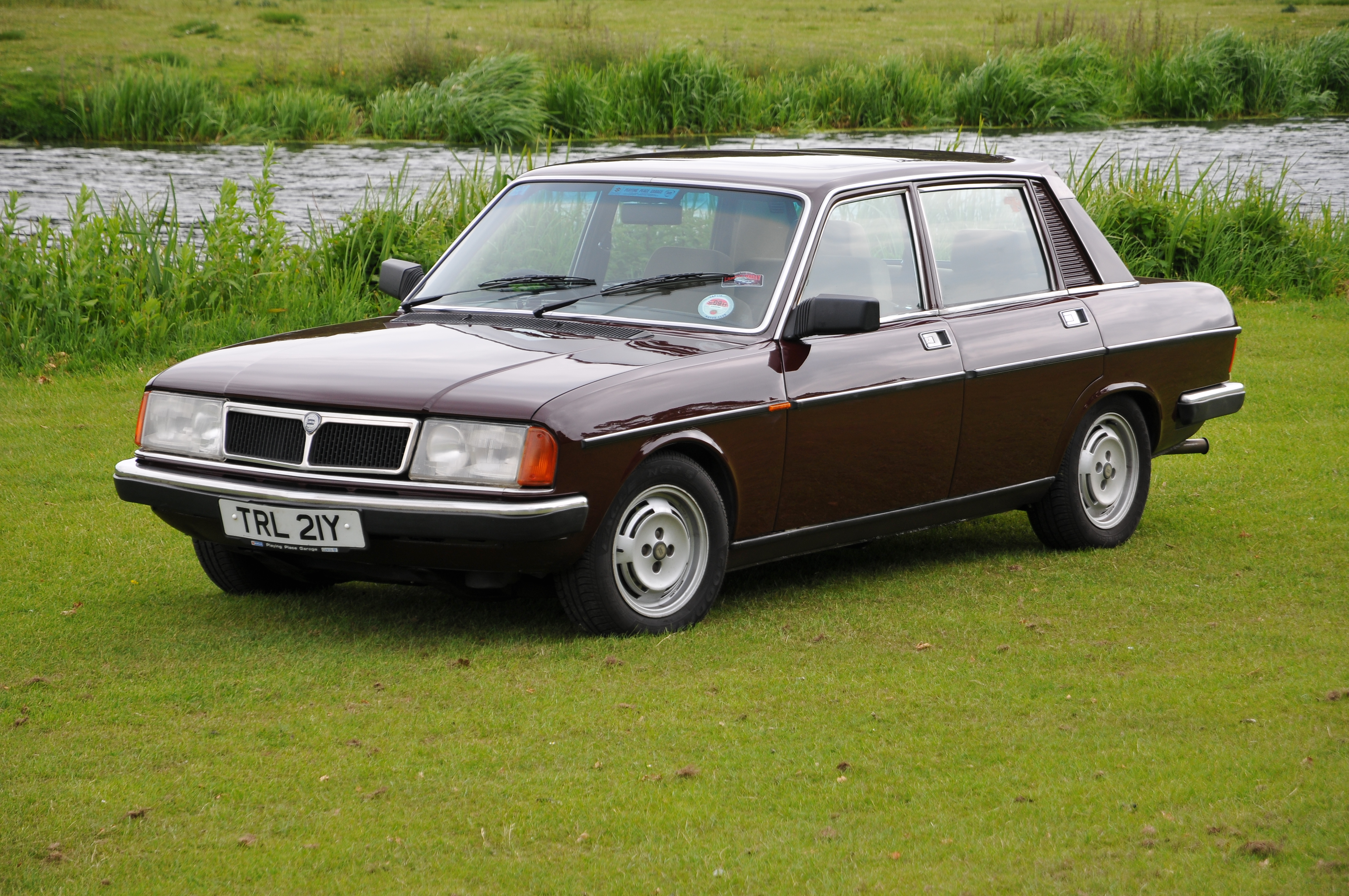
Lancia Beta Trevi (1980–1982)

Im März 1980 debütierte die Stufenheckvariante Beta Trevi, die sich an die konservative Kundschaft wandte, die Lancias Schräghecklimousinen vielfach distanziert gegenüberstand. Die Karosserie des Beta Trevi war von hauseigenen Designern entworfen worden; Detailarbeiten steuerte Pininfarina bei. Bis zu den hinteren Türen war der Beta Trevi mit der Berlina identisch, im hinteren Bereich gab es eine steil stehende C-Säule und einen rucksackartigen Kofferraum. Das Design des Heckbereichs wurde vielfach als unharmonisch oder fade wahrgenommen. Im Gegensatz dazu stand das futuristische, von dem Mailänder Architekten und Industriedesigner Mario Bellini entworfene Armaturenbrett. Es war eine zum Fahrer hin gewölbte Einheit, die aus farbigem Kunststoff geformt war. Darin eingelassen waren etwa 30 runde Vertiefungen, in denen sich Schalter und einzelne Anzeigen befanden. Bellinis Entwurf wurde vielfach als „Schweizer Käse“ verspottet. Die Motorenpalette des Trevi entsprach weitgehend der der Beta Berlina. Als Einstiegsmodell bot Lancia im Trevi auf vielen Märkten (allerdings nicht in Deutschland) eine 1,6-Liter-Version mit 74 kW (101 PS) an; über ihm war eine Variante mit 2,0 Litern Hubraum und 85 kW (116 PS) angesiedelt. Beide Motoren waren mit Doppelvergasern von Weber ausgerüstet. Den größeren Motor gab es aber ab 1981 alternativ – bzw. auf dem deutschen Markt als Saugmotor ausschließlich – auch mit einer elektronischen Saugrohreinspritzung Bosch (L-Jetronic), er leistete 90 kW (122 PS). Zum Modelljahr 1982 erschien als neues Spitzenmodell der Trevi 2000 Volumex, der mit einem Roots-Kompressor ausgestattet war. Der Trevi Volumex war das erste in Serie gefertigte Auto mit mechanischer Aufladung seit dem Ende des Zweiten Weltkriegs. Der Volumex-Motor war nicht mit einer Saugrohreinspritzung, sondern nur mit den herkömmlichen Vergasern lieferbar. Im Frühjahr 1983 wurde die Limousine leicht modifiziert. Die Modellbezeichnung Beta entfiel; das Auto hieß nun „Lancia Trevi“. Von 1980 bis 1984 produzierte Lancia, alle Motorisierungen zusammengenommen, 40628 Exemplare des Trevi, 3844 davon als Volumex.

## Modellpflege

### 1975
Im September 1975 wurde der Beta optisch wie technisch überarbeitet. Die Limousine wurde von Pininfarina in etlichen Details umgestaltet, was Kühlergrill, Scheinwerfer, Heckleuchten, Gummileiste an den Flanken und einen neuen Kunststoff-Ziereinsatz am dritten Seitenfenster betraf. In der Einstiegsmotorisierung 1300 wurde bei der Berlina jedoch weiterhin der schwarze Kunststoffgrill verbaut.
Die Motorenpalette staffelte sich jetzt in 1,3-Liter (82 PS), 1,6-Liter (100 PS) und Zweiliter (119 PS).
An der Camuffo-Hinterachse wurden die Kugelgelenke zur Verbindung von Stabilisator-Zugstrebe und Achsschenkel durch Gummi-Silentbuchsen ersetzt. Auch die Lagerung der Stabilisator-Zugstrebe am Fahrzeugaufbau wurde verändert.
Auch Coupé, Spider und HPE erhielten leichte Änderungen an der Frontpartie: die Motorhaube wurde geändert, der Kühlergrill war jetzt schwarz und trug Chromleisten. Anfang 1976 wurde nur für das Beta Coupé der 1,3-l-Motor nachgeschoben, der das 82 PS starke Aggregat aus der Limousine bekam und etwas einfacher ausgestattet war.

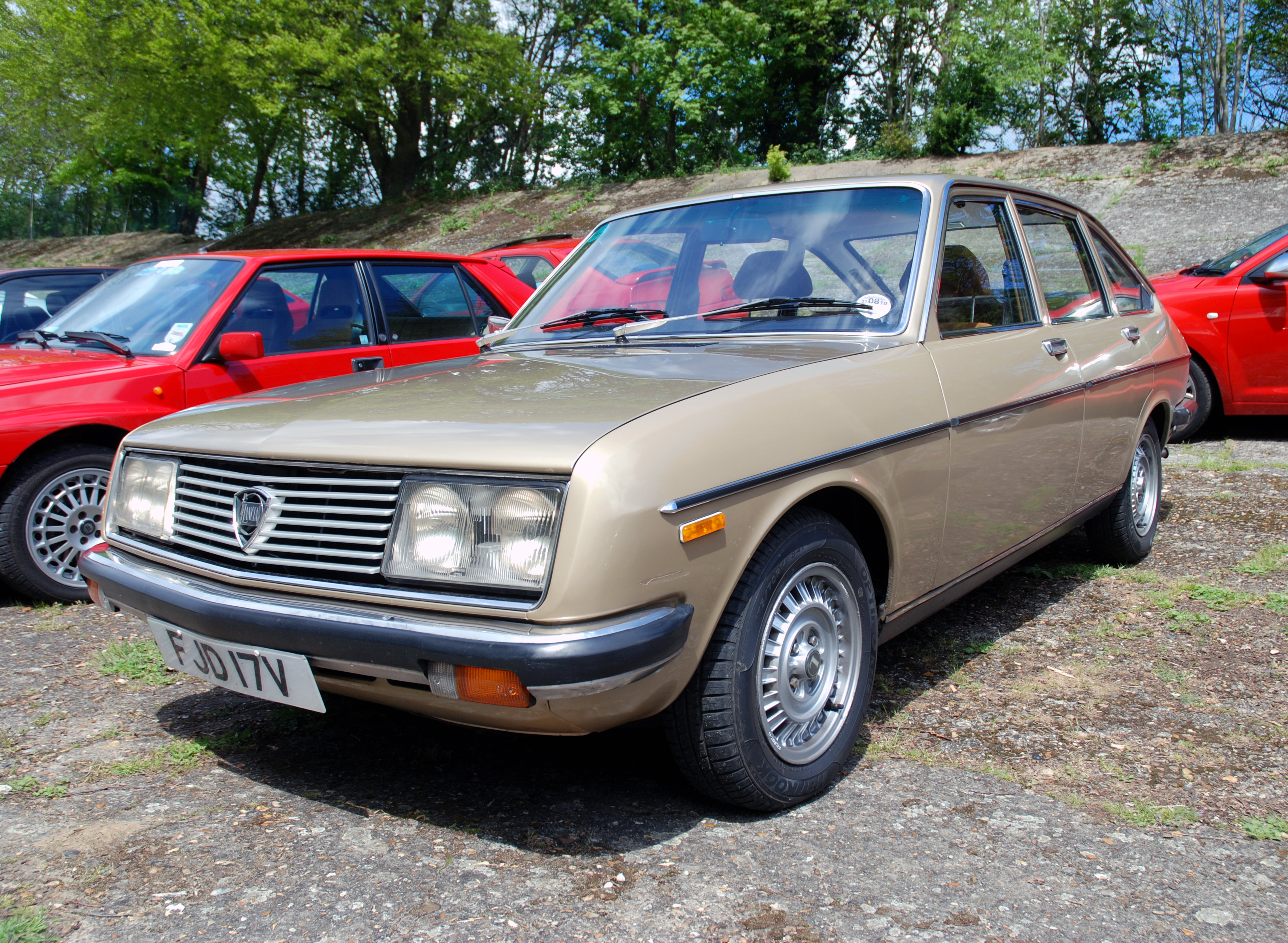
Lancia Beta Berlina (1975–1979)
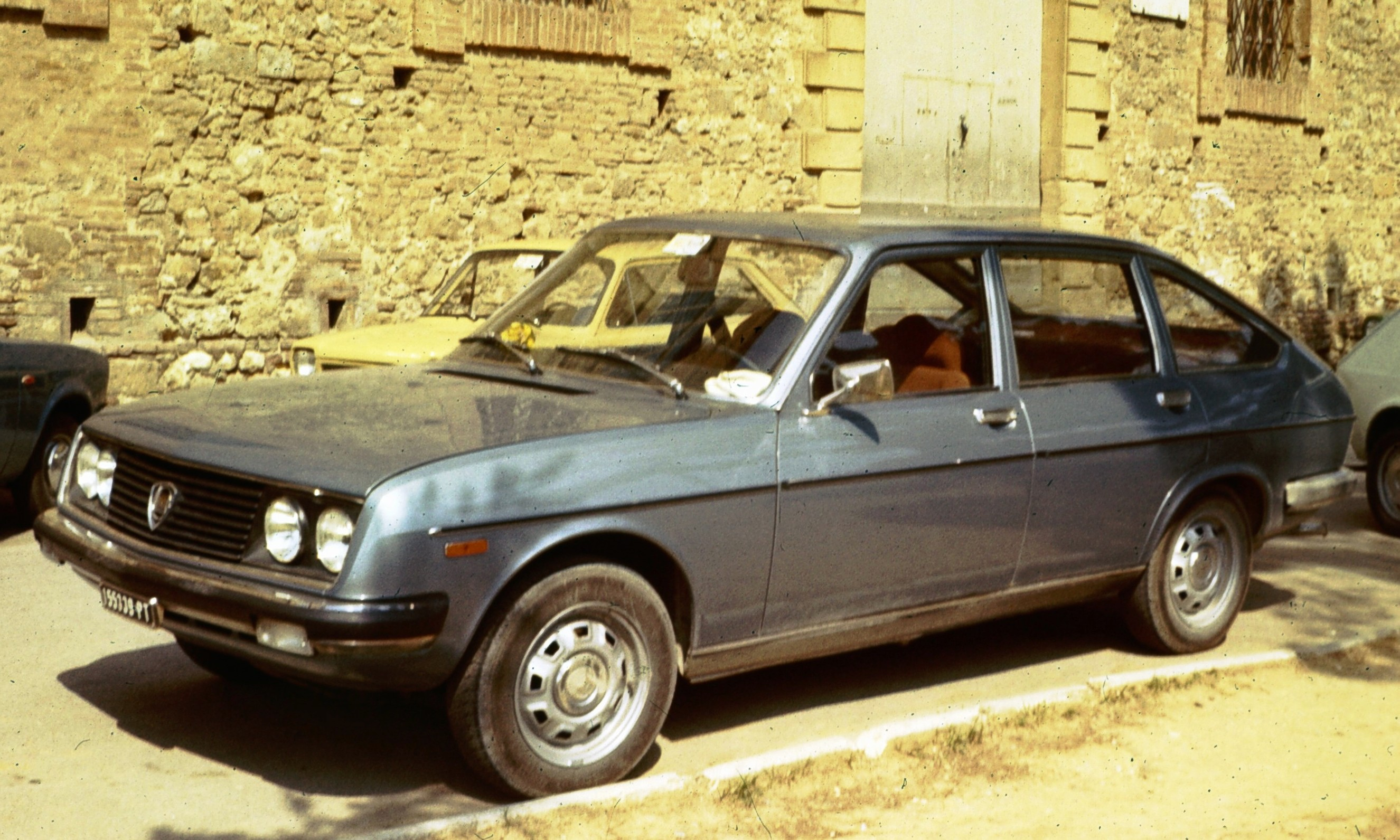
Lancia Beta Berlina 1300 (1975–1979)
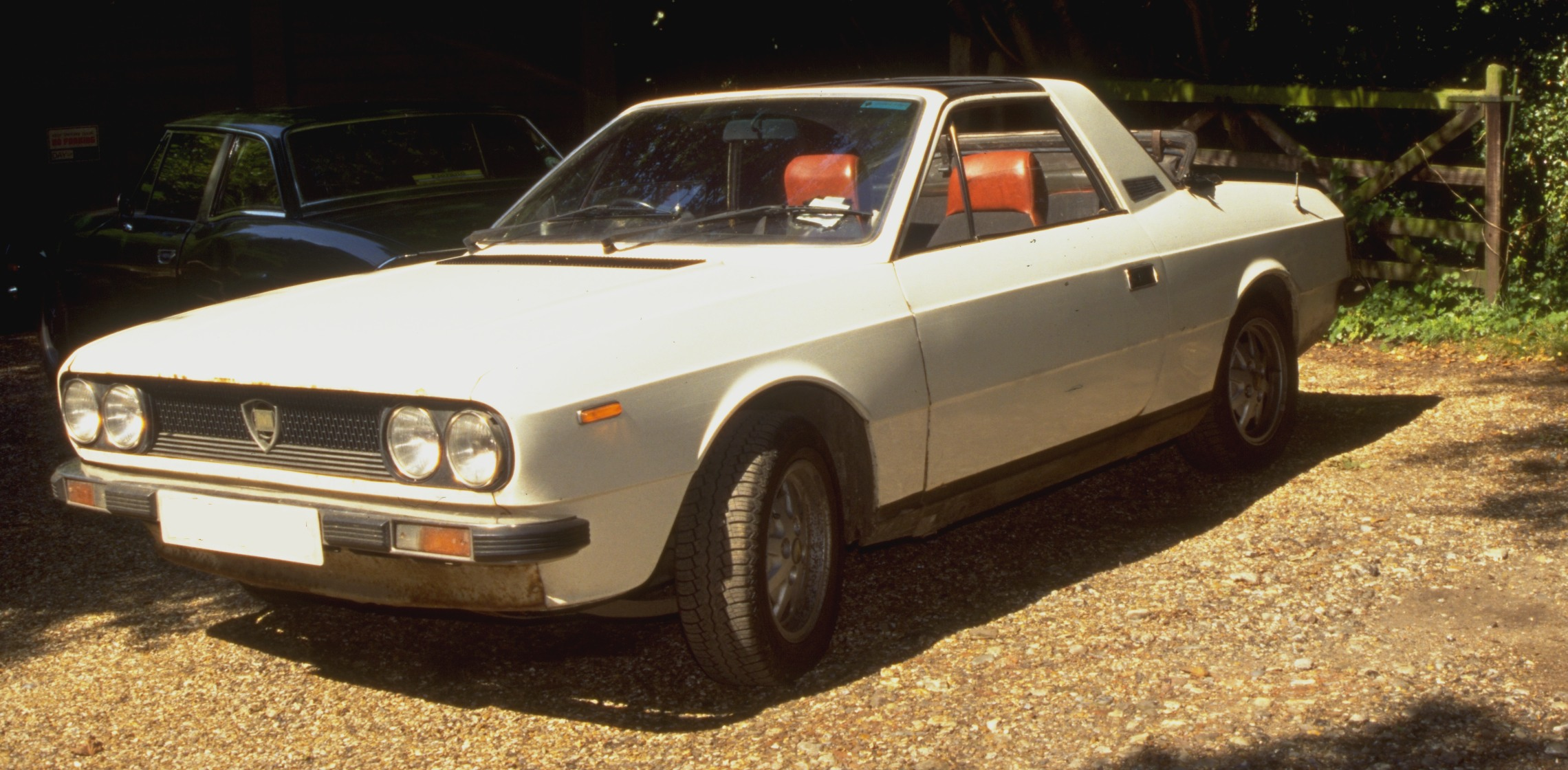
Lancia Beta Spider (1975–1978)

### 1978/1979
Coupé, HPE und Spider wurden zur IAA im September 1978 deutlich überarbeitet, z. B. geänderter Kühlergrill, Doppelscheinwerfer ohne Verglasung davor, neue, viel bessere Sitze (beim 2000 mit vielen „L“ im Sitzbezug als Designidee), komplett neues, viel übersichtlicheres Armaturenbrett, neuer Schalthebel, sowie von innen verstellbare Außenspiegel aus schwarzem Kunststoff. Die Limousine bekam ein Jahr später im Herbst 1979 ihre Änderungen. Dabei wurde die Front retuschiert und das Interieur mit einem Armaturenbrett mit zahlreichen runden Öffnungen, in denen Instrumente und Warnleuchten saßen, aufgefrischt. Der 2000 bekam einen neuen Vergaser, der Motorlauf wurde dadurch ruhiger, bei 4 PS reduzierter Leistung von 119 auf 115 PS.

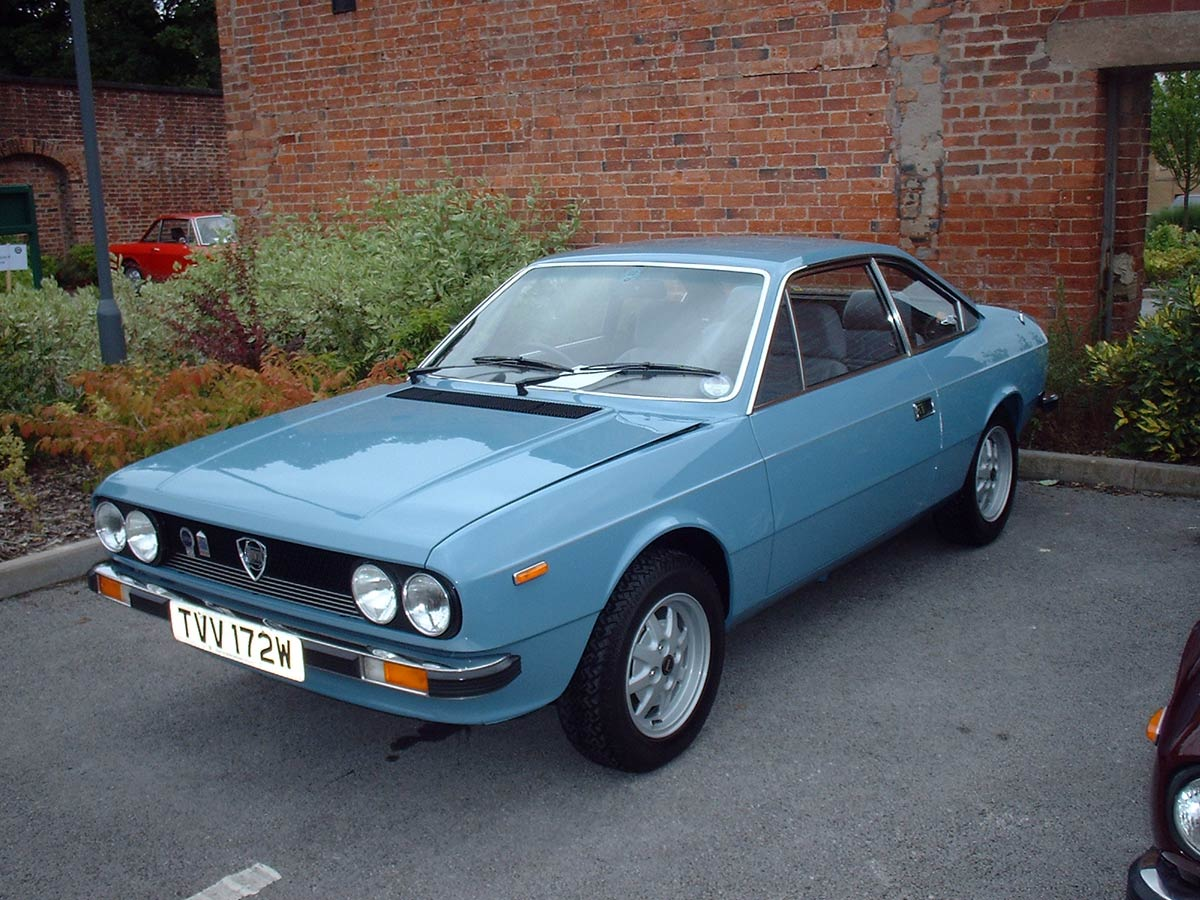
Lancia Beta Coupé (1978–1981)
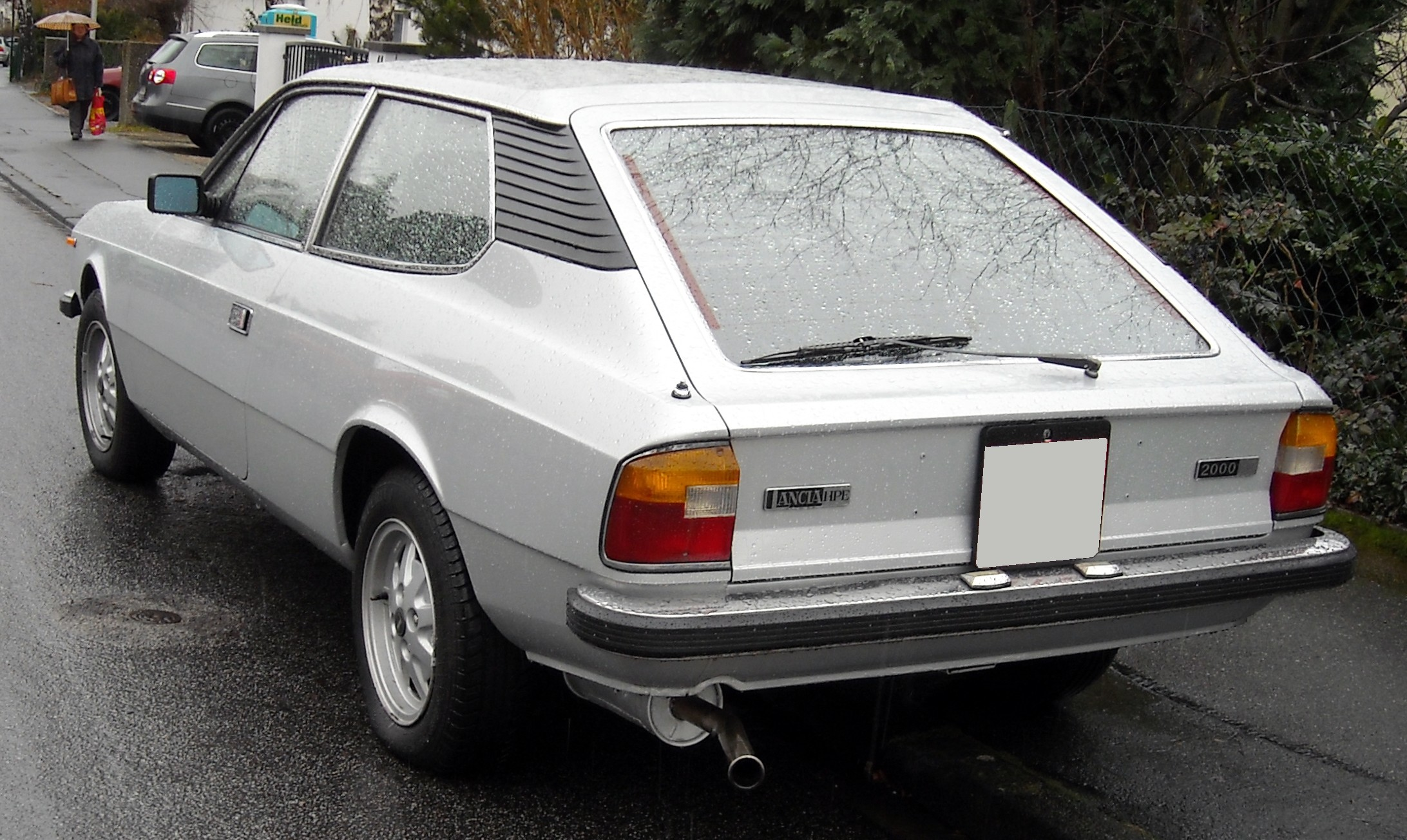
Lancia Beta HPE (1978–1981)
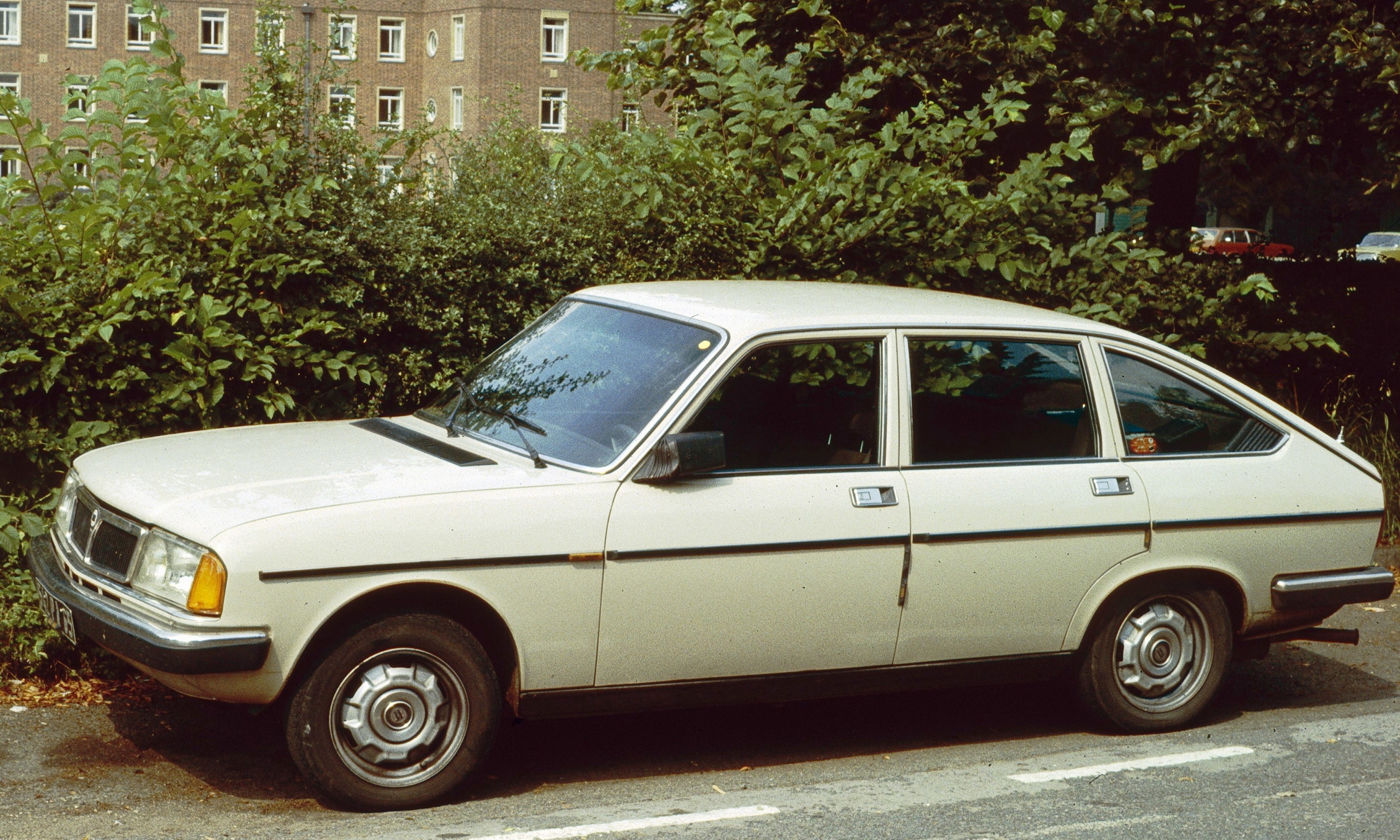
Lancia Beta Berlina (1979–1981)

### 1981
Im Juni 1981 wurden Coupé, Spider und HPE einer erneuten Auffrischung unterzogen. Diese betraf den Kühlergrill, wieder neue Bezugsstoffe, schwarz lackierte Edelstahlzierteile sowie größere und weiter herumgezogene Stoßstangen für die Versionen 1600 und 2000. Das Coupé in der Version 1300 behielt bis zum Produktionsende die ursprünglichen Stoßstangen bei, jedoch in Schwarz. Das Coupé wurde mit einem schwarzen Spoiler auf der Heckklappe ausgerüstet. Der HPE trug ab diesem Zeitpunkt auf den meisten Märkten die Bezeichnung H.P.Executive (High Performance Executive). Er erhielt einen großen Heckklappengriff und eine große Aluzierblende auf der Heckklappe.
Der 2000 erhielt im Herbst 1981 die elektronisch gesteuerte Bosch L-Jetronic-Einspritzung, wodurch die Leistung auf 122 PS stieg und er hieß nun 2000 i.e. Einen Sonderfall stellte der Spider dar. Er wurde nur in Nordamerika mit der Einspritzanlage angeboten, auf den restlichen Märkten bis zum Produktionsende mit Vergaser. Der 1,3-Liter-Motor des Coupés wuchs auf 1367 cm³ und leistete 84 PS.
Zeitgleich mit der Überarbeitung fiel die Schräghecklimousine aus dem deutschen Programm und wurde durch den Trevi ersetzt. In Italien konnte man sie noch bis zum Jahresende ordern.
Ab April 1982 wurde auch der Beta Spider nicht mehr im offiziellen deutschen Verkaufsprogramm von Lancia gelistet. Neu war die Variante Volumex, die in den Modellen Trevi, Coupé und HPE angeboten wurde. Diese wurden vom Zweiliter-Vierzylinder mit volumetrischem Kompressor angetrieben, der damit 135 PS leistete. Damit kamen HPE und Coupé auf eine Spitze von 200 km/h und benötigten neun Sekunden für den Sprint von 0 auf 100 km/h.
Mit Einstellung des Spider entfiel die Bezeichnung Beta am deutschen Markt. Die Fahrzeuge hießen nur noch Trevi, Coupé und H.P.Executive.
Im Dezember 1984 wurde die Produktion aller Beta- sowie Trevi-Modelle eingestellt.

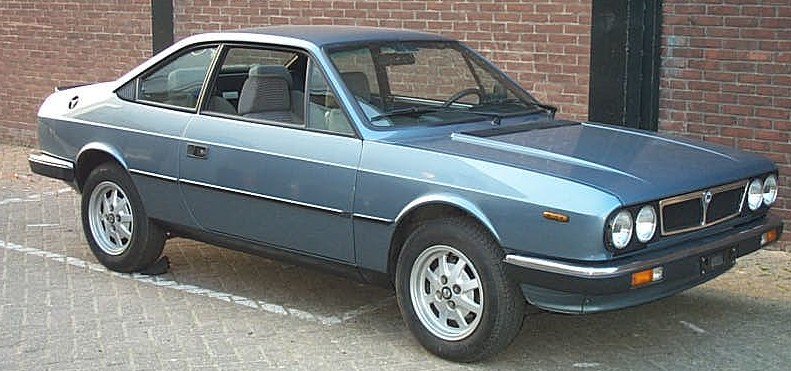
Lancia Coupé (1981–1984)
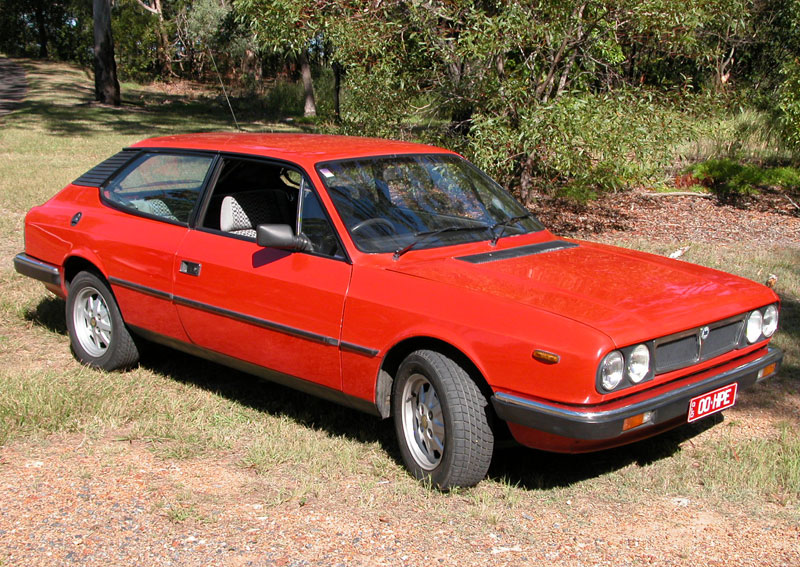
Lancia H.P.Executive (1981–1984)
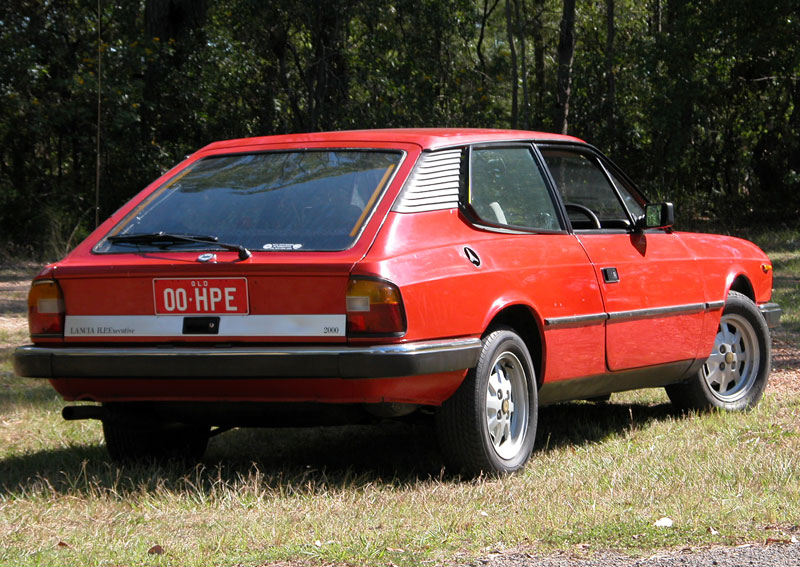
Heckansicht

## Motoren
| Modellbezeichnung | Bauzeitraum               | Motor               | Hubraum (cm³)                                     | Leistung (PS)                              | Höchstgeschwindigkeit (km/h)                         | Kraftstoffsystem              | Karosserievariante                      |
| ----------------- | ------------------------- | ------------------- | ------------------------------------------------- | ------------------------------------------ | ---------------------------------------------------- | ----------------------------- | --------------------------------------- |
| 1300              | 1974–1984                 | Reihen-Vierzylinder | 1297 cm³ (1978–1981: 1301 cm³, ab 1981: 1367 cm³) | 82 PS (ab 1981: 84 PS)                     | 160 km/h (Coupé 165 km/h; mit 84 PS 168 km/h)        | Registervergaser              | Berlina, Coupé                          |
| 1400              | 1972–1975                 | Reihen-Vierzylinder | 1438 cm³                                          | 90 PS                                      | 165 km/h                                             | Registervergaser              | Berlina                                 |
| 1600              | 1972–1975                 | Reihen-Vierzylinder | 1592 cm³                                          | 100 PS (Coupé: 108 PS)                     | 170 km/h (Coupé: 180 km/h; HPE: 178 km/h)            | Registervergaser              | Berlina, Coupé, Spider, HPE             |
| 1600              | 1975–1984                 | Reihen-Vierzylinder | 1585 cm³                                          | 100 PS                                     | 170 km/h (Coupé: 180 km/h; HPE: 178 km/h)            | Registervergaser              | Berlina, Coupé, Spider, HPE, Trevi      |
| 1800              | 1972–1975 (USA: bis 1978) | Reihen-Vierzylinder | 1756 cm³                                          | 110 PS (Coupé: 120 PS)                     | 175 km/h (Coupé: 190 km/h; HPE: 180 km/h)            | Registervergaser              | Berlina, Coupé, Spider, HPE             |
| 2000              | 1975–1981                 | Reihen-Vierzylinder | 1995 cm³                                          | 119 PS (ab 1979: 115 PS, außer Montecarlo) | 180 km/h (Coupé/Montecarlo: 188 km/h; HPE: 185 km/h) | Registervergaser              | Berlina, Coupé, Spider, HPE, Montecarlo |
| 2000 i. e.        | 1981–1984                 | Reihen-Vierzylinder | 1995 cm³                                          | 122 PS                                     | 183 km/h (Coupé: 190 km/h; HPE: 188 km/h)            | elektr. Saugrohreinspritzung  | Trevi, Coupé, HPE, Spider               |
| 2000 VX           | 1982–1984                 | Reihen-Vierzylinder | 1995 cm³                                          | 135 PS                                     | 190 km/h (Coupé/HPE: 200 km/h)                       | Doppelvergaser mit Kompressor | Trevi, Coupé, HPE                       |

## Karosserieversionen und Maße
| Typ        | Karosserieversion            | Türen | Länge [mm] | Breite [mm] | Höhe [mm] | Radstand [mm] |
| ---------- | ---------------------------- | ----- | ---------- | ----------- | --------- | ------------- |
| Berlina    | Schräghecklimousine          | 4     | 4293–4320  | 1651        | 1397      | 2540          |
| Coupé      | Coupé                        | 2     | 3933       | 1651        | 1280      | 2350          |
| Spider     | Targa                        | 2     | 4040       | 1646        | 1250      | 2350          |
| HPE        | Kombicoupé                   | 3     | 4285       | 1651        | 1321      | 2540          |
| Montecarlo | Mittelmotor-Coupé und -Targa | 2     | 3813       | 1702        | 1190      | 2300          |
| Trevi      | Stufenhecklimousine          | 4     | 4355       | 1700        | 1400      | 2540          |

## Stückzahlen
Von den verschiedenen Versionen wurden in Italien gebaut:
| Typ        | Bauzeit                       | Stückzahl                   |
| ---------- | ----------------------------- | --------------------------- |
| Berlina    | November 1972 – Dezember 1981 | 194.916                     |
| Coupé      | Juni 1973 – Dezember 1984     | 113.623, davon 1272 Volumex |
| Spider     | November 1974 – August 1982   | 8594                        |
| HPE        | April 1975 – Dezember 1984    | 71.257, davon 2369 Volumex  |
| Montecarlo | September 1975 – Juni 1981    | 7595                        |
| Trevi      | März 1980 – Dezember 1984     | 52.567, davon 3884 Volumex  |

Die Varianten Berlina (Limousine), Coupé, HPE, Spider (als Lancia Zagato) und Montecarlo (letzterer unter der Bezeichnung Lancia Scorpion) wurden von Herbst 1975 bis Mitte 1982 in die USA exportiert. In sieben Jahren wurden 17.965 Exemplare verkauft.

## Der Beta in Spanien
Das Lancia Beta Coupé und der Lancia Beta HPE wurden 1979 und 1980 auch von Seat in Lancia-Lizenz hergestellt.
Die Karosserien entsprachen dem Lancia Beta aus Italien. Angetrieben wurden die Modelle von einem Reihen-Vierzylindermotor mit 1917 cm³ Hubraum, der 80 kW (109 PS) entwickelte. Dieser Motor wurde auch im Seat 131 und im Seat 132 eingesetzt. Die Lancia-Modelle brachten es damit auf 180 km/h.
Diese Fahrzeuge waren die einzigen bei Seat gefertigten Autos, die kein Seat-Emblem trugen. Der Erfolg war mit 2.746 Exemplaren mäßig.

## Sport- und Rennversionen

### Lancia Beta Berlina
Die Beta Berlina Gruppe 1 gemäß FIA-Reglement war das erste Fahrzeug der Baureihe Beta, das im Rennbetrieb eingesetzt wurde. Im Jahre 1973 startete das bekannte italienische Jolly Club Team erstmals mit einer Beta Berlina. Das Jolly Club Team nahm in Folge an allen italienischen Veranstaltungen der Gruppe 1 der Serien-Tourenwagen des Jahres 1973 teil, des Weiteren an der Rallye San Remo und der Rallye Elfenbeinküste (damals noch unter dem Namen Rallye Bandama ausgetragen) desselben Jahres. Ein Einsatz als Lancia-Werksfahrzeug erfolgte nicht.

### Lancia Beta Coupé
Das Lancia Beta Coupé wurde von Privatfahrern und auch von Lancia selbst als Lancia-Rallye-Werksfahrzeug eingesetzt. Die Homologation umfasste zwei unterschiedliche Versionen: Eine Version gemäß Gruppe 3 mit dem 8-Ventil-Zylinderkopf des Serienfahrzeuges und eine weitere Version mit Abarth-16-Ventil-Zylinderkopf, die dem Reglement der Gruppe 4 entsprach. Es handelte sich bei den Werksfahrzeugen um Fahrzeuge der ersten Serie mit 1800er-Motor und den typischen Karosseriemerkmalen wie etwa flacher Motorhaube mit zwei Lüftungsgittern und runder Dachkante. Die Fahrzeuge waren mit zwei Doppelvergasern und im Verlauf der Saison 1975 mit Sperrdifferential und Servolenkung ausgestattet. Die Motorleistung betrug zwischen etwa 175 PS (129 kW) als 8V und 195 PS (143 kW) als 16V. Der spätere Lancia Delta Integrale basierte fahrwerkstechnisch (Vorderradaufhängung mit MacPherson-Federbeinen, Camuffo-Hinterachse) und vom Antriebskonzept mit querliegendem Frontmotor (Fiat Twin-Cam-Motor) auf dem Lancia Beta. Mit 2-Liter-Motor, ergänzt um den Allradantrieb und Turbolader, führte er dieses Grundkonzept des Beta zu zahlreichen Rallye-Siegen.

#### Lancia-Werksfahrzeug
1974 und 1975 setzte Lancia das Beta Coupé als offizielles Lancia-Werksfahrzeug in der Rallye-Weltmeisterschaft ein. Die Fahrzeuge wurden insgesamt in elf Rennen eingesetzt, darunter bekannte Veranstaltungen wie die Rallye Korsika, die Rallye San Remo, die RAC-Rally, die Rallye Monte Carlo, die Rallye Schweden, die Rally Rideau Lakes und die Rallye Safari. Das Lancia Beta Coupé erreichte dabei mehrere Platzierungen unter den ersten Zehn, darunter den 3. Platz bei der Rallye Schweden 1975 und mehrere 4. Plätze (Rallye San Remo 1974 und 1975, Press-On-Regardless Rallye 1974).
Bei der Rally Rideau Lakes im Jahre 1974, dem zweiten offiziellen Einsatz des Fahrzeuges, führte das Lancia Beta Coupé kurz vor Ende des Rennens noch immer vor einem gleichzeitig teilnehmenden Lancia Stratos. Aufgrund einer Stallorder des Teamchefs Cesare Fiorio ließ Simo Lampinen im Beta Coupé Sandro Munari in seinem Stratos kurz vor Ende des Rennens überholen und belegte daraufhin nur den zweiten Platz.
1975 beendete Lancia den Einsatz des Beta Coupé und konzentrierte sich auf die Weiterentwicklung des Lancia Stratos.

#### Einsätze von Privatfahrern
Das Beta Coupé wurde von mehreren Privatfahrern in Wettbewerben eingesetzt. Bekanntestes Team war das Reseau Chardonnet des französischen Lancia-Importeurs André Chardonnet. Es übernahm von Lancia ein ehemaliges Werkfahrzeug und setzte es bei französischen Rennen, unter anderem mit Bernard Darniche und Anne-Charlotte Verney als Fahrer, ein. Im Jahre 1977 gewannen Bernard Darniche und Jean-Louis Clarr das Rennen 24 Heures sur Glace de Chamonix (24 Stunden auf Eis von Chamonix).